# Tarzan & Jane
Tarzan & Jane är en amerikansk animerad film producerad av Walt Disney Television Animation och släpptes ut den 23 juli 2002 i USA, som en direkt-till-video-uppföljare till Disneys Tarzan från 1999, och använder tre avsnitt av filmens motsvarande tv-serie, Legenden om Tarzan. Filmen utspelar sig ett år efter den första filmens händelser.

## Engelska röster
- Tarzan – Michael T. Weiss
- Jane Porter – Olivia d'Abo
- Terkina "Terk" – April Winchell
- Tantor – Jim Cummings
- Professor Archimedes Q. Porter – Jeff Bennett
- Eleanor – Nicollette Sheridan
- Hazel – Tara Strong
- Greenly – Grey DeLisle
- Kapten Jerrold – Phil Proctor
- Robert Canler – Jeff Bennett
- Nigel Taylor – Alexis Denisof
- Renard Dumont – René Auberjonois
- Markus – Kevin Michael Richardson
- Niels – John O'Hurley

## Svenska röster
- Tarzan – Peter Gröning
- Jane – Anna Norberg
- Tufselina "Tufs" – Charlott Strandberg
- Tantor – Lars Dejert
- Professor Archimedes Q. Porter – Stefan Ekman
- Eleanor – Annika Rynger
- Hazel – Anna Book
- Greenly – Maria Rydberg
- Kapten Jerrold – Roger Storm
- Robert Canler – Kristian Ståhlgren
- Nigel Taylor – Dick Eriksson
- Renard Dumont – Claes Ljungmark
- Markus – Allan Svensson
- Nils – Claes Weinar

## Sånger
- Vi finns på samma jord (Two worlds) framförd av Pelle Ankarberg & Jennie Jahns
- Livets sång (The song of life) framförd av Anna Nordell